# César (cinema)
O César (em francês:  César du cinéma) é o prêmio mais importante do cinema francês. A Nuit des César ("Noite dos Césares"), como é conhecida a cerimônia, é realizada anualmente em Paris desde 1976. Os indicados ao prêmio são selecionados pelos membros de doze categorias de profissionais do cinema e apoiados pelo Ministério da Cultura francês. A cerimônia é transmitida nacionalmente pela televisão todos os anos em fevereiro. A premiação é uma iniciativa da Academia das Artes e Técnicas do Cinema, fundada em 1975.

O César é considerado a maior honraria cinematográfica da França, com importância no país semelhante ao Molière do teatro e ao Victoires de la Musique da música. No cinema, é o equivalente francês do Óscar. 
A premiação foi criada por Georges Cravenne, que também criou o Prêmio Molière do teatro. O nome do prêmio vem do escultor César Baldaccini (1921–1998), o criador da estatueta.
A 50ª cerimônia do César ocorreu em 28 de fevereiro de 2025. Emilia Pérez, dirigido por Jacques Audiard, ganhou o prêmio de Melhor Filme.

## História
Em 1975 Georges Cravenne (1914–2009) fundou a Academia das Artes e Técnicas do Cinema com o objetivo de premiar as realizações e trabalhos artísticos mais notáveis do cinema francês, um equivalente ao Óscar norte-americano. A primeira cerimônia (Nuit des César) foi realizada em 3 de abril de 1976 sob a presidência de Jean Gabin, poucos meses antes da sua morte. O nome do prémio provém do escultor César Baldaccini, criador das estatuetas entregues aos vencedores em cada categoria. É, também, uma homenagem indireta ao ator francês Raimu, que interpretou um personagem chamado César no filme homônimo de Marcel Pagnol.

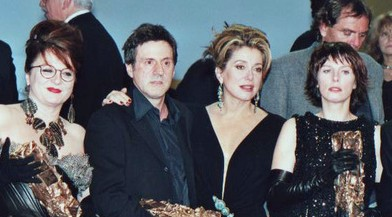
Josiane Balasko, Daniel Auteuil, Catherine Deneuve e Karin Viard no César de 2000.

O César substituiu o Étoile de cristal, um prémio concedido de 1955 a 1975. No entanto, existiram outros prémios concedidos ao cinema francês no passado, dentre eles o Grande Prémio do Cinema Francês (1934–1986), criado pelo pioneiro Louis Lumière, e as Vitórias do Cinema Francês (1946–1964).
Na cerimônia inaugural do César, 13 prêmios foram distribuídos (hoje existem 22, divididos em nove subcategorias). As categorias adicionadas nos últimos anos incluem Melhor ator/atriz revelação (Meilleur espoir), Melhor Documentário (Meilleur documentaire) e Melhor Filme de Animação (Meilleur film d'animation). As categorias que foram descontinuadas incluem a de Melhor Cartaz e a de Melhor Produtor, sendo a última atualmente dada pelo Prêmio Daniel Toscan du Plantier.

### Controvérsias
Durante a 45.ª cerimônia do César em 2020, Adèle Haenel, atriz francesa que protagonizou Portrait de la jeune fille en feu, deixou o evento quando Roman Polanski recebeu o prêmio de melhor diretor em protesto contra o fato de que notáveis abusadores sexuais na indústria cinematográfica podem receber prêmios, ao mesmo tempo em que suas vítimas são silenciadas. Polanski foi condenado por manter relações sexuais ilegais com uma garota de 13 anos na Califórnia em 1978, e também foi acusado outras vezes de estupro.

## A estatueta

A estatueta do César

As estatuetas do César são esculturas comprimidas de peças de metal, desenhadas em 1975 pelo escultor César Baldaccini, amigo de Georges Cravenne. Essas peças forjadas são feitas de bronze natural polido, ao contrário do Óscar, que é banhado a ouro. Este último inspirou diretamente o primeiro troféu da AATC em 1976, que era um rolo de filme fotográfico circundando uma silhueta. Em 1977, diante de uma recepção mista dos atores, Baldaccini apresentou a estatueta atual, pesando 3,5 kg e fundida na fundição Bocquel na Normandia.

## Processo de votação
A votação para o César é feita através de duas votações pelo correio: a primeira para definir as indicações por categoria (três a cinco), e a segunda para decidir o vencedor.
Os eleitores consistem em cerca de 4.000 profissionais do ramo, divididos em 12 áreas (atores, diretores, roteiristas, técnicos, produtores, distribuidores e vendedores internacionais, operadores, agentes artísticos, indústrias técnicas, diretores de elenco, assessores de imprensa e membros associados). Os critérios para votar são: ter uma carreira relativamente consistente no cinema e um patrocínio duplo na Academia. Indicados ou vencedores das edições anteriores do César estão isentos dessas formalidades.
Para ajudar os eleitores, a Academia identifica a cada ano filmes lançados na França e fornece um guia das obras e dos profissionais elegíveis. Um conjunto de DVDs de produções francesas produzidas durante o ano é enviado em dezembro com o catálogo de filmes aos eleitores. Após a divulgação das indicações, no final de janeiro, os filmes indicados são exibidos em sessões especiais nos cinemas Les 3 Luxembourg no Quartier Latin, e no Le Balzac, próximo à Champs-Élysées. Todos os anos, um almoço especial ("Déjeuner des nommés aux César du cinéma") é realizado no restaurante Fouquet's na Champs-Élysées, algumas semanas antes da cerimônia.

## Categorias

### Prêmios ao mérito
| - Melhor filme - Melhor diretor - Melhor ator - Melhor atriz - Melhor ator secundário - Melhor atriz secundária - Melhor ator revelação - Melhor atriz revelação - Melhor adaptação - Melhor roteiro original - Melhor primeiro filme | - Melhor filme estrangeiro - Melhor filme de animação - Melhor documentário - Melhor curta-metragem - Melhor curta-metragem de animação - Melhor fotografia - Melhor figurino - Melhor montagem - Melhor música original - Melhor direção de arte - Melhor som |

### Prêmios especiais
- César honorário
- César des Césars - entre 1985 e 1995
- Prix Daniel Toscan du Plantier - desde 2008
- Trophée César & Techniques - desde 2011
- Médaille d'Or - apenas em 2015
- César & Techniques Special Award - entre 2015 e 2017
- César & Techniques Innovation Award - desde 2018
- César du public - desde 2018

### Prêmios retirados
- Melhor filme da União Europeia (2002–2004)
- Melhor cartaz (1986–1990)
- Melhor produtor (1996–1997)
- Melhor roteiro original ou adaptação (1976–2005)
- Melhor filme em língua francesa (1984–1986)
- Melhor documentário de curta-metragem (1977–1991)
- Melhor curta-metragem de ficção (1977–1991)

## Cerimônias
| Edição | Data                    | Presidente(s)                            | Apresentador(es) | Melhor filme                        |
| ------ | ----------------------- | ---------------------------------------- | --- | ----------------------------------- |
| 1.ª    | 3 de abril de 1976      | Jean Gabin                               | Pierre Tchernia | Le vieux fusil                      |
| 2.ª    | 19 de fevereiro de 1977 | Lino Ventura                             | Pierre Tchernia | Monsieur Klein                      |
| 3.ª    | 4 de fevereiro de 1978  | Jeanne Moreau                            | Pierre Tchernia | Providence                          |
| 4.ª    | 3 de fevereiro de 1979  | Charles Vanel                            | Pierre Tchernia e Jean-Claude Brialy | L'Argent des autres                 |
| 5.ª    | 2 de fevereiro de 1980  | Jean Marais                              | Pierre Tchernia e Peter Ustinov | Tess                                |
| 6.ª    | 31 de janeiro de 1981   | Yves Montand                             | Pierre Tchernia | Le dernier métro                    |
| 7.ª    | 27 de fevereiro de 1982 | Orson Welles                             | Jacques Martin e Pierre Tchernia | La Guerre du feu                    |
| 8.ª    | 26 de fevereiro de 1983 | Catherine Deneuve                        | Jean-Claude Brialy | La Balance                          |
| 9.ª    | 3 de março de 1984      | Gene Kelly                               | Léon Zitrone | (Empate) À nos amours & Le Bal      |
| 10.ª   | 3 de fevereiro de 1985  | Simone Signoret                          | Pierre Tchernia | Les Ripoux                          |
| 11.ª   | 22 de fevereiro de 1986 | Madeleine Renaud and Jean-Louis Barrault | Michel Drucker | Trois hommes et un couffin          |
| 12.ª   | 7 de março de 1987      | Sean Connery                             | Michel Drucker e Pierre Tchernia | Thérèse                             |
| 13.ª   | 12 de março de 1988     | Miloš Forman                             | Michel Drucker e Jane Birkin | Au revoir les enfants               |
| 14.ª   | 4 de março de 1989      | Peter Ustinov                            | Pierre Tchernia | Camille Claudel                     |
| 15.ª   | 4 de março de 1990      | Kirk Douglas                             | Ève Ruggieri | Trop belle pour toi                 |
| 16.ª   | 9 de março de 1991      | Sophia Loren                             | Richard Bohringer | Cyrano de Bergerac                  |
| 17.ª   | 22 de fevereiro de 1992 | Michèle Morgan                           | Frédéric Mitterrand | Tous les matins du monde            |
| 18.ª   | 8 de março de 1993      | Marcello Mastroianni                     | Frédéric Mitterrand | Les Nuits fauves                    |
| 19.ª   | 26 de fevereiro de 1994 | Gérard Depardieu                         | Fabrice Luchini e Clémentine Célarié | Smoking / No Smoking                |
| 20.ª   | 25 de fevereiro de 1995 | Alain Delon                              | Jean-Claude Brialy e Pierre Tchernia | Les roseaux sauvages                |
| 21.ª   | 3 de fevereiro de 1996  | Philippe Noiret                          | Antoine de Caunes | La Haine                            |
| 22.ª   | 8 de fevereiro de 1997  | Annie Girardot                           | Antoine de Caunes | Ridicule                            |
| 23.ª   | 28 de fevereiro de 1998 | Juliette Binoche                         | Antoine de Caunes | On connaît la chanson               |
| 24.ª   | 6 de março de 1999      | Isabelle Huppert                         | Antoine de Caunes | La Vie rêvée des anges              |
| 25.ª   | 19 de fevereiro de 2000 | Alain Delon                              | Alain Chabat | Vénus beauté (institut)             |
| 26.ª   | 24 de fevereiro de 2001 | Daniel Auteuil                           | Édouard Baer | Le Goût des autres                  |
| 27.ª   | 2 de março de 2002      | Nathalie Baye                            | Édouard Baer | Le fabuleux destin d'Amélie Poulain |
| 28.ª   | 22 de fevereiro de 2003 | —                                        | Géraldine Pailhas | The Pianist                         |
| 29.ª   | 21 de fevereiro de 2004 | Fanny Ardant                             | Gad Elmaleh | Les invasions barbares              |
| 30.ª   | 26 de fevereiro de 2005 | Isabelle Adjani                          | Gad Elmaleh | L'Esquive                           |
| 31.ª   | 25 de fevereiro de 2006 | Carole Bouquet                           | Valérie Lemercier | De battre mon cœur s'est arrêté     |
| 32.ª   | 24 de fevereiro de 2007 | Claude Brasseur                          | Valérie Lemercier | Lady Chatterley                     |
| 33.ª   | 22 de fevereiro de 2008 | Jean Rochefort                           | Antoine de Caunes | La Graine et le Mulet               |
| 34.ª   | 27 de fevereiro de 2009 | Charlotte Gainsbourg                     | Antoine de Caunes | Séraphine                           |
| 35.ª   | 27 de fevereiro de 2010 | Marion Cotillard                         | Valérie Lemercier and Gad Elmaleh | Un prophète                         |
| 36.ª   | 25 de fevereiro de 2011 | Jodie Foster                             | Antoine de Caunes | Des hommes et des dieux             |
| 37.ª   | 24 de fevereiro de 2012 | Guillaume Canet                          | Antoine de Caunes | The Artist                          |
| 38.ª   | 22 de fevereiro de 2013 | Jamel Debbouze                           | Antoine de Caunes | Amour                               |
| 39.ª   | 28 de fevereiro de 2014 | François Cluzet                          | Cécile de France | Les Garçons et Guillaume, à table ! |
| 40.ª   | 20 de fevereiro de 2015 | Dany Boon                                | Édouard Baer | Timbuktu                            |
| 41.ª   | 26 de fevereiro de 2016 | Claude Lelouch                           | Florence Foresti | Fatima                              |
| 42.ª   | 24 de fevereiro de 2017 | —                                        | Jérôme Commandeur | Elle                                |
| 43.ª   | 2 de março de 2018      | Vanessa Paradis                          | Manu Payet | 120 battements par minute           |
| 44.ª   | 22 de fevereiro de 2019 | Kristin Scott Thomas                     | Kad Merad | Jusqu'à la garde                    |
| 45.ª   | 28 de fevereiro de 2020 | Sandrine Kiberlain                       | Florence Foresti | Les Misérables                      |
| 46.ª   | 12 de março de 2021     | Roschdy Zem                              | Marina Foïs | Adieu les cons                      |
| 47.ª   | 25 de fevereiro de 2022 | Danièle Thompson                         | Antoine de Caunes | Illusions perdues                   |
| 48.ª   | 24 de fevereiro de 2023 | Tahar Rahim                              | Emmanuelle Devos, Léa Drucker, Eye Haïdara, Leïla Bekhti, Jérôme Commandeur, Ahmed Sylla, Jamel Debbouze, Alex Lutz and Raphaël Personnaz                                                                       | The Night of the 12th               |
| 49.ª   | 23 de fevereiro de 2024 | Valérie Lemercier                        | Ariane Ascaride, Bérénice Bejo, Dali Benssalah, Juliette Binoche, Dany Boon, Bastien Bouillon, Audrey Diwan, Ana Girardot, Diane Kruger, Benoît Magimel, Paul Mirabel, Nadia Tereszkiewicz and Jean-Pascal Zadi | Anatomy of a Fall                   |
| 50.ª   | 28 de fevereiro de 2025 | Catherine Deneuve                        | Jean-Pascal Zadi | Emilia Pérez                        |

## No geral

### Filmes que ganharam cinco ou mais prêmios
| Filme                               | Ano  | Indicações | Vitórias |
| ----------------------------------- | ---- | ---------- | -------- |
| Cyrano de Bergerac                  | 1990 | 13         | 10       |
| Le dernier métro                    | 1980 | 12         | 10       |
| Un prophète                         | 2009 | 13         | 9        |
| De battre mon cœur s'est arrêté     | 2005 | 10         | 8        |
| Illusions perdues                   | 2022 | 15         | 7        |
| On connaît la chanson               | 1997 | 12         | 7        |
| Tous les matins du monde            | 1991 | 11         | 7        |
| Le Pianiste                         | 2002 | 10         | 7        |
| Au revoir les enfants               | 1987 | 9          | 7        |
| Séraphine                           | 2008 | 9          | 7        |
| Providence                          | 1977 | 8          | 7        |
| Timbuktu                            | 2015 | 8          | 7        |
| The Artist                          | 2012 | 10         | 6        |
| Thérèse                             | 1986 | 10         | 6        |
| Camille Claudel                     | 1988 | 12         | 5        |
| La Reine Margot                     | 1994 | 12         | 5        |
| Un long dimanche de fiançailles     | 2004 | 12         | 5        |
| Annette                             | 2022 | 11         | 5        |
| Trop belle pour toi                 | 1989 | 11         | 5        |
| La môme                             | 2007 | 11         | 5        |
| Amour                               | 2013 | 10         | 5        |
| Les Garçons et Guillaume, à table ! | 2014 | 10         | 5        |
| Lady Chatterley                     | 2007 | 9          | 5        |
| Smoking / No Smoking                | 1993 | 9          | 5        |

### Filmes que receberam 10 ou mais indicações
| Filme                                | Ano  | Indicações | Vitórias |
| ------------------------------------ | ---- | ---------- | -------- |
| Illusions perdues                    | 2022 | 15         | 7        |
| Le fabuleux destin d'Amélie Poulain  | 2001 | 13         | 4        |
| Cyrano de Bergerac                   | 1990 | 13         | 10       |
| Subway                               | 1985 | 13         | 3        |
| A Prophet                            | 2009 | 13         | 9        |
| Polisse                              | 2012 | 13         | 2        |
| Camille redouble                     | 2013 | 13         | 0        |
| Au revoir là-haut                    | 2018 | 13         | 5        |
| 120 battements par minute            | 2018 | 13         | 6        |
| 8 femmes                             | 2002 | 12         | 0        |
| Le dernier métro                     | 1980 | 12         | 10       |
| Tchao Pantin                         | 1984 | 12         | 5        |
| Camille Claudel                      | 1988 | 12         | 5        |
| La Reine Margot                      | 1994 | 12         | 5        |
| Ridicule                             | 1996 | 12         | 4        |
| On connaît la chanson                | 1997 | 12         | 7        |
| Un long dimanche de fiançailles      | 2004 | 12         | 5        |
| L'Exercice de l'État                 | 2012 | 12         | 3        |
| J'accuse                             | 2020 | 12         | 3        |
| Les Misérables                       | 2020 | 12         | 4        |
| Tous les matins du monde             | 1991 | 11         | 7        |
| Nelly et Monsieur Arnaud             | 1995 | 11         | 2        |
| Un secret                            | 2007 | 11         | 1        |
| À l'origine                          | 2009 | 11         | 1        |
| Des hommes et des dieux              | 2010 | 11         | 3        |
| Ceux qui m'aiment prendront le train | 1998 | 11         | 3        |
| Trop belle pour toi                  | 1989 | 11         | 5        |
| La môme                              | 2007 | 11         | 5        |
| Marguerite                           | 2016 | 11         | 4        |
| Elle                                 | 2017 | 11         | 2        |
| Frantz                               | 2017 | 11         | 1        |
| Trois souvenirs de ma jeunesse       | 2016 | 11         | 1        |
| La Belle Époque                      | 2020 | 11         | 3        |
| Annette                              | 2022 | 11         | 5        |
| L'Instinct de mort                   | 2008 | 10         | 3        |
| De battre mon cœur s'est arrêté      | 2005 | 10         | 8        |
| Coup de torchon                      | 1981 | 10         | 0        |
| The Pianist                          | 2002 | 10         | 7        |
| Thérèse                              | 1986 | 10         | 6        |
| Welcome                              | 2009 | 10         | 0        |
| The Artist                           | 2012 | 10         | 6        |
| Les Adieux à la reine                | 2013 | 10         | 3        |
| Amour                                | 2013 | 10         | 5        |
| Les garçons et Guillaume, à table !  | 2014 | 10         | 5        |
| Jusqu'à la garde                     | 2019 | 10         | 4        |
| Saint Laurent                        | 2015 | 10         | 1        |
| Le Grand Bain                        | 2019 | 10         | 1        |
| Le Sens de la fête                   | 2018 | 10         | 0        |
| Portrait de la jeune fille en feu    | 2020 | 10         | 1        |
| Aline                                | 2022 | 10         | 1        |

### Diretores com dois ou mais prêmios
| Diretor             | Indicações | Vitórias |
| ------------------- | ---------- | -------- |
| Jacques Audiard     | 8          | 7        |
| Roman Polanski      | 5          | 5        |
| Alain Resnais       | 8          | 2        |
| Bertrand Tavernier  | 7          | 2        |
| Jean-Jacques Annaud | 4          | 2        |
| Claude Sautet       | 4          | 2        |
| Abdellatif Kechiche | 3          | 2        |

### Atores com 7 ou mais indicações
| Ator/Atriz           | Indicações | Vitórias |
| -------------------- | ---------- | -------- |
| Gérard Depardieu     | 17         | 2        |
| Isabelle Huppert     | 16         | 2        |
| Daniel Auteuil       | 14         | 2        |
| Catherine Deneuve    | 14         | 2        |
| Karin Viard          | 13         | 3        |
| Nathalie Baye        | 10         | 4        |
| Catherine Frot       | 10         | 2        |
| Juliette Binoche     | 10         | 1        |
| Fabrice Luchini      | 10         | 1        |
| Miou-Miou            | 10         | 1        |
| Isabelle Adjani      | 9          | 5        |
| Dominique Blanc      | 9          | 4        |
| Sandrine Kiberlain   | 9          | 2        |
| François Cluzet      | 9          | 1        |
| Michel Serrault      | 8          | 3        |
| Jean-Hugues Anglade  | 8          | 1        |
| Emmanuelle Béart     | 8          | 1        |
| André Dussollier     | 7          | 3        |
| Marion Cotillard     | 7          | 2        |
| Charlotte Gainsbourg | 7          | 2        |
| Adèle Haenel         | 7          | 2        |
| Noémie Lvovsky       | 7          | 0        |
| Jean-Pierre Marielle | 7          | 0        |

### Filmes vencedores e indicados para as cinco principais categorias

#### Vencedores
- Le dernier métro (1980)

1. Melhor filme: François Truffaut
2. Melhor diretor: François Truffaut
3. Melhor ator: Gérard Depardieu
4. Melhor atriz: Catherine Deneuve
5. Melhor roteiro: Suzanne Schiffman e François Truffaut

- Amour (2013)

1. Melhor filme: Michael Haneke & Margaret Ménégoz
2. Melhor diretor: Michael Haneke
3. Melhor ator: Jean-Louis Trintignant
4. Melhor atriz: Emmanuelle Riva
5. Melhor roteiro: Michael Haneke

#### Indicados
Quatro prêmios vencidos
- Smoking / No Smoking (1993): Melhor Atriz (Sabine Azéma)
- Trop belle pour toi (1989): Melhor Ator (Gérard Depardieu)

Três prêmios vencidos
- Cyrano de Bergerac (1990): Melhor Atriz (Anne Brochet) e roteiro (Jean-Claude Carrière e Jean-Paul Rappeneau)
- On connaît la chanson (1997): Melhor Atriz (Sabine Azéma) e diretor (Alain Resnais)
- The Artist (2011): Melhor Ator (Jean Dujardin) e roteiro (Michel Hazanavicius)
- Jusqu'à la garde (2017): Melhor Ator (Denis Ménochet) e diretor (Xavier Legrand)

### Filmes com mais indicações e vitórias em categorias de atuação
| Total | Vitórias | Filme                               | Atores |
| ----- | -------- | ----------------------------------- | --- |
| 7     | 1        | Polisse                             | Atriz: Marina Foïs e Karin Viard Ator secundário: Nicolas Duvauchelle, JoeyStarr e Frédéric Pierrot Atriz secundária: Karole Rocher Atriz revelação Naidra Ayadi (venceu) |
| 7     | 0        | Camille redouble                    | Atriz: Noémie Lvovsky Ator secundário: Samir Guesmi e Michel Vuillermoz Atriz secundária: Judith Chemla e Yolande Moreau Atriz revelação Julia Faure e India Hair         |
| 5     | 3        | On connaît la chanson               | Ator: André Dussollier (venceu) Atriz: Sabine Azéma Ator secundário: Jean-Pierre Bacri (venceu) Atriz secundária: Agnès Jaoui (venceu) e Lambert Wilson                   |
| 4     | 3        | La Reine Margot                     | Atriz: Isabelle Adjani (venceu) Ator secundário: Jean-Hugues Anglade (venceu) Atriz secundária: Dominique Blanc e Virna Lisi (venceu)                                     |
| 4     | 2        | Le dernier métro                    | Ator: Gérard Depardieu (venceu) Atriz: Catherine Deneuve (venceu) Ator secundário: Heinz Bennent Atriz secundária: Andréa Ferréol                                         |
| 4     | 1        | Elle                                | Atriz: Isabelle Huppert (venceu) Ator secundário: Laurent Lafitte Atriz secundária: Anne Consigny Ator revelação: Jonas Bloquet                                           |
| 4     | 1        | La Famille Bélier                   | Ator: François Damiens Atriz: Karin Viard Ator secundário: Éric Elmosnino Atriz revelação: Louane Emera (venceu)                                                          |
| 4     | 1        | Trop belle pour toi                 | Ator: Gérard Depardieu Atriz: Josiane Balasko e Carole Bouquet (venceu) Ator secundário: Roland Blanche                                                                   |
| 4     | 0        | Le fabuleux destin d'Amélie Poulain | Atriz: Audrey Tautou Ator secundário: Jamel Debbouze e Rufus Atriz secundária: Isabelle Nanty                                                                             |
| 3     | 2        | Amour                               | Ator: Jean-Louis Trintignant (venceu) Atriz: Emmanuelle Riva (venceu) Atriz secundária: Isabelle Huppert                                                                  |
| 3     | 2        | Le Prénom                           | Ator: Patrick Bruel Ator secundário: Guillaume de Tonquédec (venceu) Atriz secundária: Valérie Benguigui (venceu)                                                         |
| 3     | 1        | Camille Claudel                     | Ator: Gérard Depardieu Atriz: Isabelle Adjani (venceu) Ator secundário: Alain Cuny                                                                                        |
| 3     | 1        | Hippocrate                          | Ator: Vincent Lacoste Ator secundário: Reda Kateb (venceu) Atriz secundária: Marianne Denicourt                                                                           |
| 3     | 1        | Juste la fin du monde               | Ator: Gaspard Ulliel (won) Ator secundário: Vincent Cassel Atriz secundária: Nathalie Baye                                                                                |
| 3     | 1        | La môme                             | Atriz: Marion Cotillard (venceu) Ator secundário: Pascal Greggory Atriz secundária: Sylvie Testud                                                                         |
| 3     | 1        | Yves Saint Laurent                  | Ator: Pierre Niney (venceu) Ator secundário: Guillaume Gallienne Atriz secundária: Charlotte Le Bon                                                                       |
| 3     | 0        | Ridicule                            | Ator: Charles Berling Ator secundário: Bernard Giraudeau e Jean Rochefort                                                                                                 |
| 3     | 0        | Saint Laurent                       | Ator: Gaspard Ulliel Ator secundário: Louis Garrel e Jérémie Renier |

## Lusofonia no César
Em 20 de fevereiro de 2015 o documentário franco-ítalo-brasileiro O Sal da Terra, dirigido por Wim Wenders e Juliano Salgado foi premiado como o melhor documentário. Além disso, dois filmes brasileiros disputaram o prêmio de Melhor Filme Estrangeiro: Central do Brasil (em 1999) e Aquarius (em 2017).